# Gräskarp
Gräskarp (Ctenopharyngodon idella) är en fiskart som tillhör familjen karpfiskar och den enda arten i släktet Ctenopharyngodon. Dess ursprungliga utbredningsområde är floder i östra Kina och sydöstra Sibirien, från floden Amur till Pärlfloden. Gräskarp är huvudsakligen en växtätare och en av få fiskar som äter högre vattenväxter (kärlväxter), en föda den kan tillgodogöra sig genom att dess tarm innehåller bakterier som bryter ned cellulosa. Den används därför för biologisk bekämpning av ej önskvärda vattenväxter, såsom vattenpest, eller för att motverka igenväxning, i sjöar och dammar, och den har genom sådan utsättning introducerats till många delar av övriga Asien, samt till Afrika, Europa, Nordamerika och Sydamerika. Gräskarp kan bli över en meter lång och väga 45 kilogram. Den är som flera andra större karpar en sportfisk som framförallt fiskas genom mete. Den odlas även som matfisk, särskilt i Kina.  
Gräskarp infördes till Sverige 1969 av Institutet för vatten- och luftvårdsforskning. Den första sjö i Sverige som gräskarp utplanterades i var Ösbysjön i Uppland. Syftet med utplanteringen var att motverka igenväxning av sjön. Gräskarp har sedan dess utplanterats i många mindre sjöar och dammar i Sverige. Gräskarp fortplantar sig normalt inte i naturen i Sverige, troligen beroende på för låga vattentemperaturer och brist på passande lekmiljöer. I Sverige odlas gräskarp bland annat av Aneboda Fiskodling. För utsättning av gräskarp krävs i Sverige tillstånd från länsstyrelsen.
Inplantering av gräskarp kan hjälpa till att bekämpa ej önskvärd och invasiv vattenvegetation och motverka igenväxning. Till de negativa effekter som kan uppstå vid utsättning av gräskarp i ett vatten, där den inte naturligt hör hemma, hör överbetning av vattenväxter och grumling av vattnet samt att mängden djurplankton kan minska då unga gräskarpar äter plankton och att inhemska fiskarters lekplatser och yngelområden som en följd av den inplanterade gräskarpens aktiviteter kan påverkas negativt.
Gräskarpar simmar i de flesta vattenfyllda vallgravar i Kolmårdens djurpark i syfte att hålla dem rena från alger och för mycket vattenväxter.
Det svenska sportfiskerekordet för gräskarp är 21,36 kilogram. Den fisken togs i en damm i Höör av  Patrik Lindeberg i juni 2024.
Gräskarp drabbas ofta av masken Bothriocephalus opsarichthydis. När fisken överföras till andra regioner introduceras även masken.

## Hot
I sitt ursprungliga levnadsområde hotas arten av överfiske och av nya dammbyggnader. Hela populationen är fortfarande stor. IUCN listar gräskarp som livskraftig (LC).